# Contea di Washington (Utah)
La contea di Washington, in inglese Washington County, è una contea dello Stato dello Utah negli Stati Uniti. Aveva una popolazione di 90 354 abitanti (2000). Il capoluogo della contea è St. George.
Nel marzo 2006 la contea di Washington è risultata la quinta contea con il maggior tasso di crescita demografica a livello nazionale, secondo i dati rilasciati dallo U.S. Census Bureau.

## Geografia fisica
La contea di Washington è posta nella parte sud-occidentale dello Stato dello Utah e confina a sud con l'Arizona e a ovest con il Nevada. Ha una superficie di 6293 km² con un'altitudine che varia tra i 716 m e i 3107 m delle Pine Valley Mountains. Il territorio è attraversato dalla valle del fiume Virgin e dei suoi affluenti. La parte orientale si colloca sull'Altopiano del Colorado e comprende il parco nazionale di Zion. La parte ovest si colloca nella provincia geologica di Basin and Range.
Parte del territorio della contea è riservato alla Paiute Indian Tribe of Utah.

### Parchi e aree protette

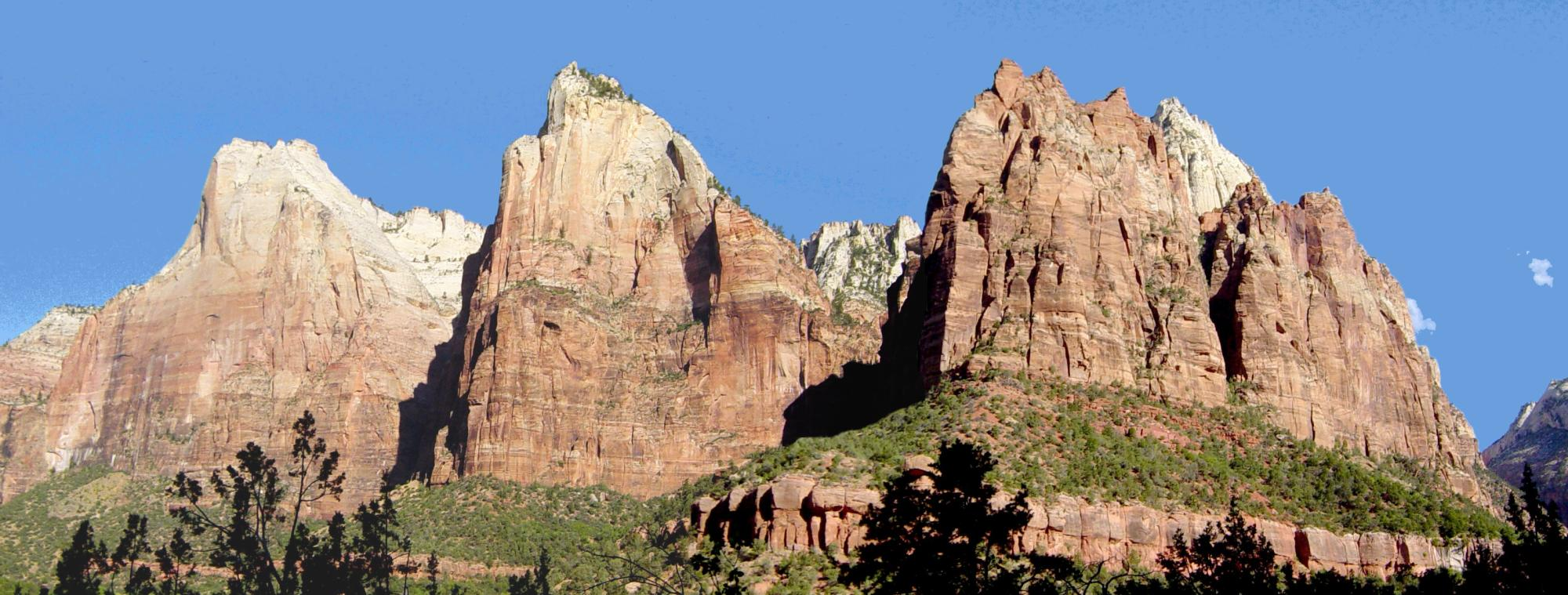
I Tre patriarchi, Parco Nazionale di Zion

Nel territorio della contea di Washington sono compresi un parco nazionale, quattro parchi statali e diverse aree protette, tra cui la foresta nazionale di Dixie, che occupa un'ampia area nella parte nord-occidentale della contea.
Il parco nazionale di Zion si trova nella parte nord-orientale della contea. L'area protetta comprende altopiani coperti da foreste, stretti canyon desertici e picchi di arenaria modellati dall'erosione. Il parco è attraversato da nord a sud dal ramo settentrionale del fiume Virgin, che ha scavato un canyon lungo 24 km, e delimitato da pareti di arenaria che superano gli 800 m. La parte settentrionale del canyon è costituita da una stretta gola, denominata Zion Narrows, di ampiezza che varia tra i 12 e i 30 m.
I quattro parchi statali di Gunlock, Quail Creek, Sand Hollow e Snow Canyon si trovano nella parte occidentale della contea, nell'area di St. George. Il paesaggio varia dalle foreste di conifere in ambiente montano ai bacini idrici artificiali circondate da rilievi di arenaria rossa.

### Contee confinanti
- Contea di Iron - nord
- Contea di Kane - est
- Contea di Mohave (Arizona) - sud
- Contea di Lincoln (Nevada) - ovest

## Storia
Nel territorio della contea di Washington sono state rinvenute testimonianze di epoca preistorica e della cultura degli Anasazi. Le tribù meridionali degli indiani Paiute erano stanziate nella valli del Virgin River e del fiume Santa Clara e vennero descritte per la prima volta in seguito alla spedizione di Dominguez ed Escalante del 1776. I primi coloni di origine europea iniziarono a stabilirsi nella regione a partire dal 1852, quando alcuni pionieri mormoni furono inviati nella regione meridionale dello Stato per verificarne le potenzialità agricole. Un ulteriore e massiccio afflusso di coloni si ebbe a partire dal 1861, anno a cui risale anche la fondazione del principale centro della regione, St. George. I confini della contea vennero definiti nel 1852. Essi furono più volte ridisegnati fino al 1892, quando la contea di Washington assunse la sua attuale conformazione. La contea fu chiamata così in onore del primo presidente degli Stati Uniti, George Washington.

### Dixie
La parte sudoccidentale dello Utah compresa nella contea di Washington viene solitamente chiamata Dixie. L'appellativo, che più comunemente designa gli Stati del sud-est degli Stati Uniti, fu attribuito a quest'area perché i primi coloni si insediarono nella regione tentando di coltivarvi il cotone, tipica coltivazione degli stati sudorientali.

## Comuni

### Cities
- Enterprise
- Hildale
- Hurricane
- Ivins
- La Verkin
- Santa Clara
- St. George
- Toquerville
- Washington

### Towns
- Apple Valley
- Leeds
- New Harmony
- Rockville
- Springdale
- Virgin

### Census-designated places
- Central
- Dammeron Valley

- Pine Valley
- Veyo